# Oxira hoenei
Oxira hoenei là một loài bướm đêm trong họ Noctuidae.